# Єлена Алексанян
Єлена Ашотівна Алексанян (вірм. Ելենա Ալեքսանյան; 18 грудня 1933, Єреван, Вірменія — 24 липня 2008, Єреван, Вірменія) — вірменський літературознавець і перекладач, дослідник в галузі порівняльного літературознавства. Доктор філологічних наук, професор.

## Біографія
Народилася 18 грудня 1933 року в Єревані, отримала вищу освіту в 1955 році, закінчивши російське відділення філологічного факультету Єреванського державного університету (ЕрГУ). В цьому ж році поступила на роботу у Видавництво ЕрГУ як редактор, а з 1957 року по 1962 рік працювала літературним співробітником відділу культури республіканської газети «Комуніст». У 1963 році, будучи на заочній аспірантурі ЕрГУ, вступила на стажування в Інститут Світової Літератури імені А. М. Горького в Москві. У 1965 році там же захистила кандидатську дисертацію на тему «Паустовський — новеліст».
Протягом трьох років до 1967 року працювала старшим викладачем Єреванського Державного педагогічного інституту імені В. Брюсова (нині ЄДЛУ), а з 1967 року працювала спочатку старшим науковим співробітником, а потім завідувачем відділом зарубіжної літератури та компаративного вивчення літератур в Інституті літератури імені М. Абегяна. У 2001—2007 рр. також завідувала кафедрою російської літератури ЄДЛУ.
У 1978 році захистила докторську дисертацію на тему «Вірменський реалізм і досвід російської літератури», в 1984 році отримала звання професора. З 1969 року — член Спілки Письменників Вірменії як критик, літературознавець, перекладач.

## Наукова діяльність
Єлена Алексанян вела активну науково-громадську діяльність, був членом правління товариства Вірменія-Франція, публікувалася в журналах «Дружба народів», «Питання літератури», активно друкувалася в республіканських журналах «Літературна Вірменія», «Російська мова у Вірменії», «Гарун», газетах «Голос Вірменії» і «Новий Час», у Московських і Санкт-Петербурзьких періодичних виданнях. Виступала на міжнародних конференціях в Єревані, Москві, Рязані, Відні.
Алексанян поєднувала наукову діяльність з викладацькою у вузах Вірменії. Під її керівництвом захищено багато кандидатських і докторських дисертацій, не тільки дослідниками з Єревана, але і з районів республіки (Гюмрі, Ванадзор та ін).
Єлена Алексанян є автором 7 монографій та більше 100 наукових статей, опублікованих у наукових збірниках ЄДЛУ, ЕрГУ, «Хандесе», «Банбере» та ін.
У 2003 році Алексанян нагороджена премією імені Л. Мкртчяна і Вірмено-російського університету за книгу «Вірменія живе в душі могуче».

## Сфера наукових інтересів
- Взаємовідносини національних літератур, творчість В. Брюсова, вірмено-російські, вірмено-французькі літературні зв'язки.
- Автор багатьох літературно-критичних статей, а також монографій про творчість класиків і сучасних російських письменників.
- Значний відрізок своєї наукової діяльності Е.Алексанян присвятила вивченню сучасної вірменської прози, особливо творчості Гранту Матевосяна, включивши вірменського письменника в контекст «радянської прози деревенщиків». Широкий громадський резонанс отримала її книга «Шлях до дому», присвячена аналізу сучасної вірменської прози. Кожна з її книг знаменувала собою певну щабель розвитку вірменського літературознавства[9]

## Переклади і журналістська діяльність
Єлена Алексанян переклала російською мовою твори вірменської — класичної і сучасної — літератури (Аветік Ісаакян, Аксель Бакунц [Архівовано 1 травня 2017 у Wayback Machine.], Сіро Хандзадян, Перч Зейтунцян та ін.).
Вона є авторкою багатьох популярних статей, опублікованих у вірменських і російських періодичних виданнях.